# Muness Castle
Muness je zřícenina hradu na ostrově Unst, který je jedním z Shetlandských ostrovů ve Skotsku. Hrad se nachází 3 kilometry východně od vesnice Uyeasound. Unst je nejseverněji obydleným skotským ostrovem a hrad Muness je nejsevernějším opevněním na Britských ostrovech. Od roku 1953 je veden pod památkovou ochranou Historic Environment Scotland, který hrad provozuje společně s muzeem. Hrad je po celý rok volně přístupný veřejnosti.

## Historie

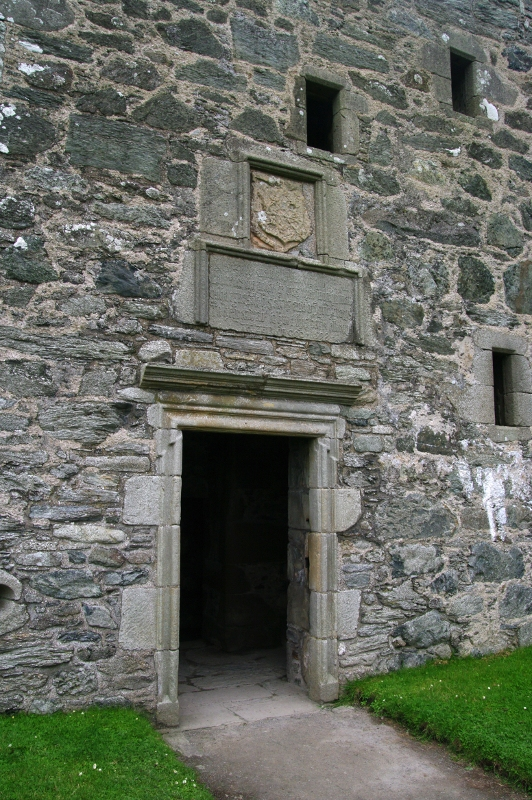
Vchod do hradu s deskou pojednávající o jeho založení

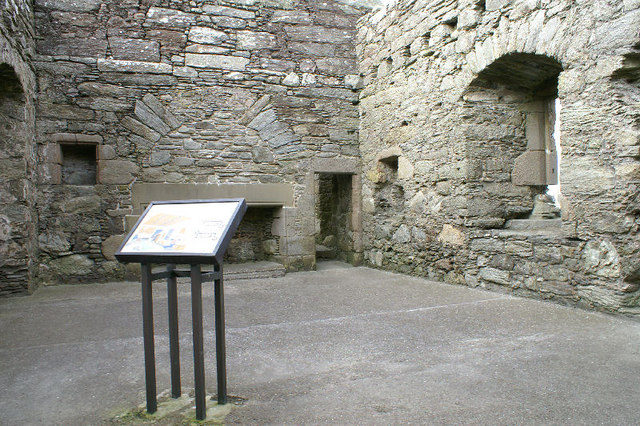
Hlavní síň

Jak dokládá deska nad hlavním vchodem, hrad byl vystavěn roku 1598 pro Laurence Bruce z Cultmalindie a jeho ženu Elizabeth Gray. Laurence Bruce byl roku 1573 jmenován okresním soudcem a správcem Shetlandských ostrovů. Ovšem brzy se kvůli svému svérázné způsobu užívání nově nabyté moci dostal do místní opozice. Královská rada v roce 1577 vyšetřovala stížnosti na Bruce, podle kterých odvolával řádně zvolené zákonodárce a nahrazoval je soudci vlastního výběru, a také že používal chybné míry při výměře daňových odvodů. Na začátku 80. let 16. století byl z úřadu odvolán a na jeho místo nastoupil jeho poloviční bratr Robert Stewart, hrabě z Okney. V roce 1591 Robert jmenoval svého syna Patricka Lordem z Shetland. Laurence Bruce si v roce 1589 nechal vystavět hrad Muness. Ve stejnou dobu byl vystavěn i hrad Scalloway Castle pro hraběte Patricka, proto je pravděpodobné, že je jsou oba hrady dílem Andrewa Crawforda a mistra stavitele Johna Rosse. Laurence a Patrick se spolu brzy dostali do sporu, důsledkem Patrikova převzetí jeho bývalé pozice, kterou převzal po svém otci. V roce 1602 Laurence Bruce a jeho syn Andrew Bruce obvinili Patricka, hraběte z Okney na zasedání dvora, že v roce 1599 donutil jejich poddané, aby pracovali na výstavbě hradu Scalloway. Později je proti němu ještě vzneseno obvinění, že užíval nucené práce i při stavbě jeho nového hradu. Spor pokračoval. V roce 1608 hrabě Patrick z Okney a 36 mužů pronásledoval Thomase Blacka z Whalssay, dalšího zemského pána se kterým byl ve sporu, do Muness, ale nevysvětelně se stáhl dřív než zahájil útok. V roce 1617 Laurence Bruce, který následně zemřel v roce 1624, odkázal Muness svému synovi Andrewovi. Ten pravděpodobně nechal hrad přestavět, neboť byly jeho inicály nalezeny na mosazném klepadle v jihozápadní věžičce. V roce 1627 byl hrad napaden a vypálen mořskými lupiči z Dunkirku[ujasnit], čímž byly zničeny i všechny písemnosti Andrewa Bruce. Následné už není známo jak byl hrad dále využíván. Podle archeologických nálezů byl hrad i poté v určité formě obydlen, protože přes kamennou podlahu v hlavní síni byly položeny dřevěné podlahy. V roce 1713 rodina Bruců pronajala hrad na čtyři měsíce Holandské východoindické společnosti, aby zde uskladnila zboží, které bylo zachráněno z vraku její lodi Rynenburgh.O pět let později rodina hrad prodala. Soupis tehdejšího majetku je smutným čtením. Na seznamu je balíček starého cínu, jedna stará malá konvice, balík staré kůže a dřevěná křesla. Další užívání hradu není známo, ale archeologické nálezy naznačují, že byl od roku 1750 zcela opuštěn. S jistotou je známo, že roku 1774 již neměl střechu. V roce 1806 je uvedeno v zápisu Charlese Fothergila, že je stav nezastřešené budovy stále ve velmi dobré kondici a případná obnova by nebyla příliš nákladná. Na akvarelu z roku 1855 je patrné, že jsou horní patra stále netknutá. V roce 1956 byl hrad převeden do péče státu, který nechal zpevnit zdivo. Ministerstvo práce nechalo v roce 1959 instalovat současné vstupní dveře, které byly zachráněny z opuštěného domu v Old Lund. Tyto dveře jsou ovšem z 18. století.

## Stavební podoba
Hrad stojí na půdorysu ve tvaru písmene Z, se dvěma oválnými věžemi na obou koncích. Stavba měla tři patra, ale třetí patro se do současnosti nedochovalo a jeho zbytky byly zřejmě použity na stavbu zídky u pozemku. Zajímavými detaily jsou malé věžičky se střílnami ve druhém patře. Přízemí bylo rozděleno do čtyř klenutých místností spojených klenutou chodbou vedoucí po délce hradu. V západní místností byla dobře vybavená kuchyně s velkým krbem se zabudovanou pecí a odpadním odtokem. Ve východní místnosti byl pravděpodobně vinný sklep, kvůli úzkému schodišti, kterým byla spojena s velkou síní nad ní. Stupňovité schodiště propojené s hlavní síní bylo na svou dobu novinkou. Hlavní pokoje domu se nacházely v prvním patře. Ve středu se nacházela prostorná síň s pokoji po obou stranách. Pokoje na vyvýšeném západním konci síně byly soukromé pokoje zemana, skládající se ze čtyřech místností, které postupovaly do dalších dvou pater. První pokoj od hlavní síně sloužil jako obývací pokoj s malým úložným prostorem ve věži. Horní podlaží sloužilo jako ložnice s malou studovnou a šatnou v prostoru věže. Na druhé nižší východní straně hlavní síně byl pokoj spojený s místností v rohu věže. Tyto pokoje mohly patřit mladšímu členu rodiny nebo hostům. Jaký konkrétní účel měly pokoje v horních patrech není moc jasné, vzhledem k dnešnímu rozpadlému stavu. V roce 1975 zde proběhly archeologické práce, při kterých byly nalezeny zbytky po druhé dřevěné podlaze z počátku 18. století. V hlavní hale byla originální kamenná podlaha z nepravidelně velkých dlažebních kamenů. Ne všechny pak byly odstraněny, když na ně byla položena dřevěná podlaha. Důkaz o výšce umístění druhé podlahy ukazuje malý zbytek omítky v severozápadním rohu. Na poli na jih od hradu jsou stopy po dalších stavení a zřejmě i terasové zahradě.